# Ваза Рубина

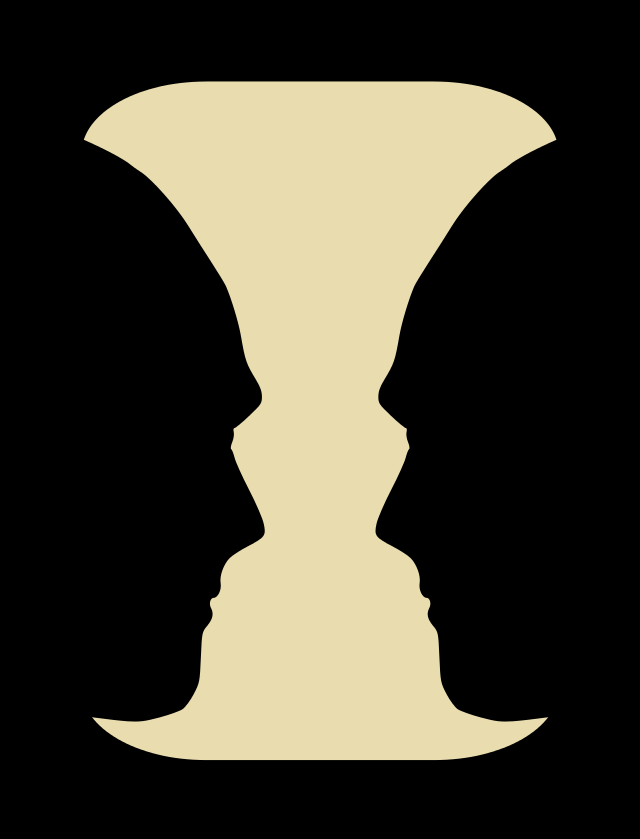
Вариант Вазы Рубина.

Ваза Рубина (иногда известная как лицо Рубина или ваза с фигурой-фоном) — известный пример неоднозначных или бистабильных (то есть переворачивающихся) двумерных форм, разработанных примерно в 1915 году датским психологом Эдгаром Рубином .
Изображенную версию вазы Рубина можно рассматривать как черные профили двух людей, смотрящих друг на друга, или как белую вазу, но не как оба.
Ещё одним примером бистабильной фигуры, которую Рубин включил в свой двухтомник на датском языке, был мальтийский крест.

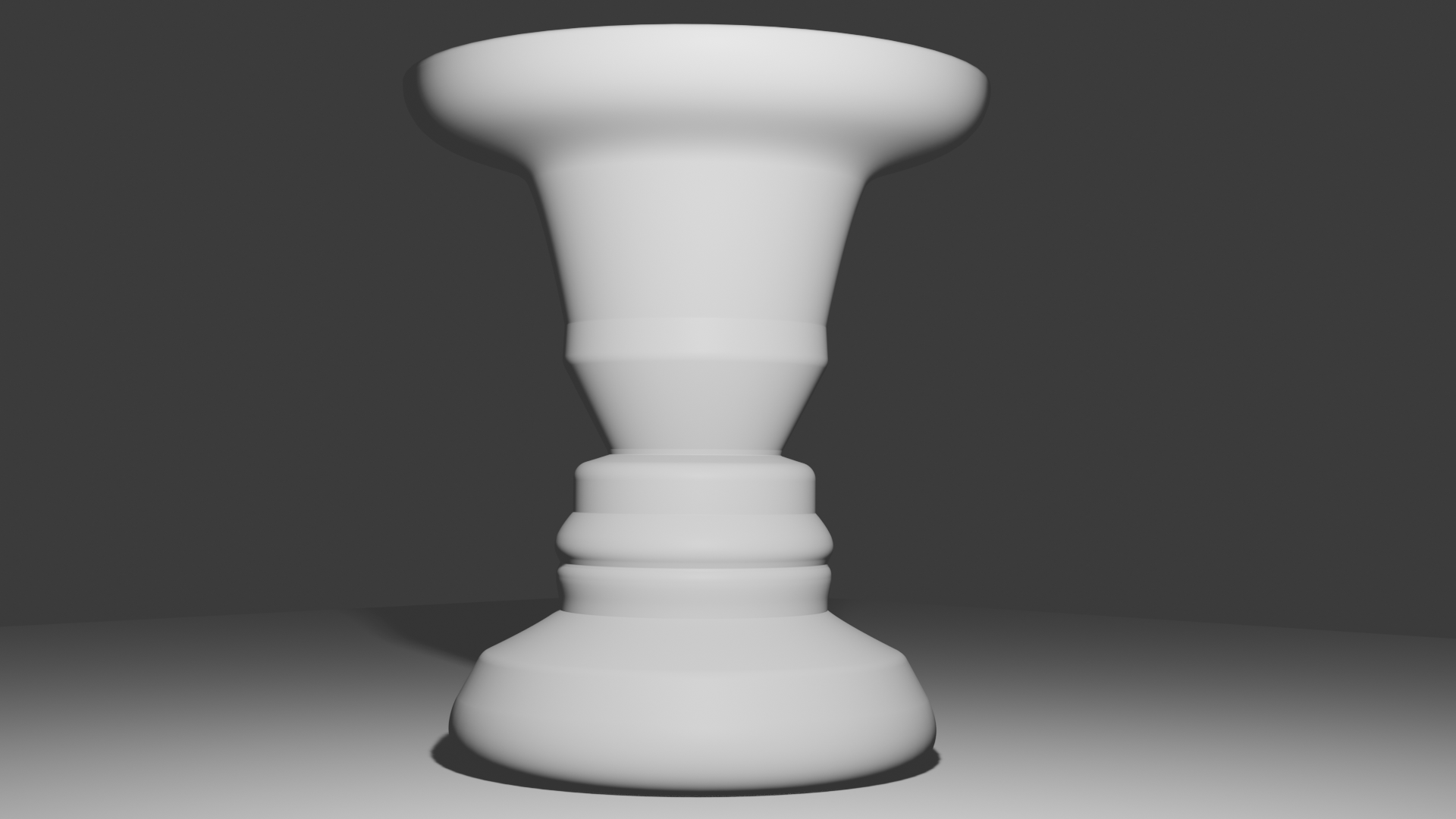
3D модель Вазы Рубина.

Рубин представил в своей докторской диссертации (1915) подробное описание отношений между визуальной фигурой и фоном, возникшее в результате работы над зрительным восприятием и памятью в лаборатории его наставника Георга Элиаса Мюллера. Один из элементов исследования Рубина можно резюмировать в фундаментальном принципе: «Когда две области имеют общую границу, и одно из них рассматривается как фигура, а другое — как почва, непосредственный перцептивный опыт характеризуется формирующим эффектом, который возникает из общей границы полей и который действует только на одно поле или действует сильнее на одно, чем на другое».

## Эффект
Визуальный эффект, как правило, представляет зрителю две интерпретации формы, каждая из которых согласуется с изображением на сетчатке, но только одна из них может быть сохранена в данный момент. Это связано с тем, что ограничивающий контур будет рассматриваться как принадлежащий форме фигуры, которая кажется вставленной на бесформенный фон. Если вместо этого интерпретировать последнюю область как фигуру, то тот же ограничивающий контур будет рассматриваться как принадлежащий ей.

### Объяснение
Эти типы стимулов интересны и полезны, потому что они обеспечивают превосходную и интуитивную демонстрацию различия между фигурой и фоном, которое мозг делает во время визуального восприятия. Рубиновское различие между фигурой и фоном, поскольку оно включало в себя сопоставление когнитивных паттернов более высокого уровня, в котором общая картина определяет её ментальную интерпретацию, а не итоговый эффект отдельных частей, повлияло на гештальт-психологов, которые сами обнаружили много похожих восприятий.
Обычно мозг классифицирует образы по тому, какой объект что окружает, устанавливая глубину и взаимосвязи. Если один объект окружает другой объект, то окружающий объект рассматривается как фигура, а предположительно более удаленный (и, следовательно, фоновый) объект является землей, причем наоборот. В этом есть смысл, так как если кусочек фрукта лежит на земле, то следует обратить внимание на «фигуру», а не на «землю». Однако, когда контуры не так уж и неровны, в ранее простое неравенство начинает проникать двусмысленность, и мозг должен начать «формировать» то, что видит; Можно показать, что это формирование перекрывает и находится на более высоком уровне, чем процессы распознавания черт, которые объединяют изображение лица и вазы — можно представить себе более низкие уровни, объединяющие отдельные области изображения (каждая область которых имеет смысл в отдельности), но когда мозг пытается осмыслить его как единое целое, Возникают противоречия, и шаблоны должны быть отброшены.

### Строительство
Это различие используется путем создания двусмысленной картины, контуры которой органично совпадают с контурами другой картины (иногда той же картины; иногда такой же использовал М. К. Эшер). Картинка должна быть «плоской» и иметь мало текстуры (если она вообще есть). Стереотипный пример имеет вазу в центре, а грань соответствует его контуру (так как она симметрична, то с другой стороны есть соответствующее лицо).

## Дальнейшее чтение
- Психология восприятия картин, Джон М. Кеннеди. 1974, издательство Jossey-Bass, ISBN 0-87589-204-3
- Искусство и наука зрительных иллюзий, Николас Уэйд. 1982 Routledge & Kegan Paul Ltd. ISBN 0-7100-0868-6
- Визуальное восприятие пространства, Уильям Х. Иттельсон. 1969, Издательская компания Springer, LOCCCN 60-15818
- «Ваза или лицо? Нейронные корреляты процессов селективной группировки в человеческом мозге». Ури Хассон, Тальма Хендлер, Дафна Бен Башат, Рафаэль Малах.
- Журнал когнитивной нейронауки, том 13 (6), август 2001 г. С. 744—753. ISSN 0898-929X (печатная версия)